# Arnold Niggli
Arnold Niggli (* 20. Dezember 1843 in Aarburg, Kanton Aargau; † 30. Mai 1927 in Zürich) war ein Schweizer Fürsprech, Stadtschreiber, Musikhistoriker und Musikkritiker.
Niggli besuchte das Gymnasium in Aarau und studierte Jura in Heidelberg, Berlin und Zürich. Anschliessend arbeitete er als Rechtsanwalt. Niggli bestand 1865 das aargauische Staatsexamen als Fürsprech. Von 1866 bis 1875 war er Stadtschreiber in Aarburg und von 1874 bis 1876 gehörte er dem Grossen Rat an. Zudem wirkte er auch als Richter am Bezirksgericht von Zofingen und war von 1875 bis 1908 Stadtschreiber von Aarau.
Von 1891 bis 1898 war Niggli gemeinsam mit Gustav Weber, August Glück und Karl Nef Redakteur bei der Schweizerischen Musikzeitung. Er veröffentlichte Musikkritiken und historische Schriften zur Musikgeschichte der Schweiz, darunter mehrere Musikerbiografien. Verschiedene Vereine ernannten Niggli zu ihrem Ehrenmitglied. So der Eidgenössische Sängerverein, der Schweizerische Tonkünstlerverein, der Cäcilienverein Aarau, die Harmonie in Zürich, der Basler Männerchor und der Schubertbund in Wien.
Sein Sohn war der Komponist und Musikpädagoge Friedrich Niggli.